# Libertatea
 (срп. Слобода) водећи је недељник на румунском језику у Србији који излази у Панчеву (рум. Panciova), у аутономној покрајини Војводина. Лист је основан 1945. године по завршетку Другог светског рата у Југославији.
Иако је првобитно основана од стране АП Војводина, покрајина је 2004. године пренела сва права и одговорности на Национални савет румунске националне мањине у Србији.

## Историја
Лист је основан 1945. године, док је пренос права извршен 2004. године. Председник Румуније Клаус Јоханис је 2018. године одликовао новине наградом Ordinul "Meritul Cultural".
Године 2022. недељник је био један од 22 мањинска листа са којима је Влада Републике Србије потписала уговоре о суфинансирању од 390 милиона динара.

### Спор о разрешењу Управног одбора 2020. године
На телефонској седници у фебруару 2020. Национални савет румунске националне мањине у Србији разрешио је дужности Управни одбор и именовао нове чланове тог тела. Двадесет запослених у издавачкој кући (укључујући и директора Никуа Чобану) најоштрије је осудило поступак Националног савета. Смењени представници УО су Роман Бугар, Александар Ранковић, Раша Тодорел, Анишоара Царан, Романца Гланда, са бившом председницом Маријаном Голомеић на челу.
Одлуку је Лига социјалдемократа Војводине критиковала као покушај да се Libertatea претвори у гласило владајуће Српске напредне странке (СНС). Одлуку је критиковао и опозициони Савез за Србију.